# Breitenberg (bergstopp i Österrike, Vorarlberg)
Breitenberg är en bergstopp i Österrike.   Den ligger i distriktet Dornbirn och förbundslandet Vorarlberg, i den västra delen av landet, 500 km väster om huvudstaden Wien. Toppen på Breitenberg är 1 105 meter över havet, eller 66 meter över den omgivande terrängen. Bredden vid basen är 0,73 km.
Terrängen runt Breitenberg är varierad. Runt Breitenberg är det tätbefolkat, med 442 invånare per kvadratkilometer.. Närmaste större samhälle är Dornbirn, 3,9 km norr om Breitenberg. 
I omgivningarna runt Breitenberg växer i huvudsak blandskog.